# Satin Steel
Satin Steel (chinesisch 重金屬, Pinyin zhòng jīn shǔ, kantonesisch Chung kam juk, dt. Fernsehtitel: Zwei wie Samt und Stahl) ist ein Hongkong-Actionfilm mit Martial-Arts-Elementen des Regisseurs Tony Leung Siu Hung aus dem Jahr 1994. Die Inszenierung ist der dritte abendfüllende Spielfilm von Hauptdarstellerin Jade Leung, die zuvor mit der Black-Cat-Reihe Bekanntheit erlangte und in dieser Produktion einen erheblichen Teil ihrer Stunts selbst ausführte.
Der Film kam am 11. März 1994 in die Lichtspielhäuser der Kronkolonie und erzielte Einnahmen in Höhe von 6,2 Millionen HKD. Die deutsche Video-Erstauswertung erfolgte am 30. November 1998.

## Handlung
Hongkong in der Gegenwart. Die hoch dekorierte Polizistin Jade Leung, deren Gatte in der Hochzeitsnacht brutal ermordet wurde, wird trotz suizidaler Tendenzen von ihrem Vorgesetzten nach Singapur entsandt, um dort eine illegale Zusammenkunft internationaler Unterweltgrößen zu untersuchen. Nach Informationen des FBI soll dorf ein größerer Waffendeal stattfinden, in die auch der amerikanische Mafiaboss und Waffenhändler Fowler verstrickt sein soll.
Dort angelangt wird die verwitwete Leung von ihrer ortsansässigen Kollegin Inspektor Ellen Cheng empfangen, die irgendwie sonderbaren Annäherungen ihres Zukünftigen ausgesetzt ist. Obwohl sich die beiden Frauen anfangs fremd sind, bilden die Ermittlerinnen im Verlauf der weiteren Handlung ein harmonisches und schlagkräftiges Duo. Schnell sind sie dem Waffenhändler und dessen Gefolgsleuten auf den Fersen. Allerdings gelingt es ihrer Zielperson sich zunächst erfolgreich einer Verhaftung zu entziehen, dank eines engagierten und windigen Anwalts: Ken Chan. Die Rechtsvertretung Fowlers ist zu diesem Zeitpunkt nur unzureichend über die Geschäfte seines Mandanten informiert, wenngleich diese äußerst kritisch gesehen werden. Erst als Leung den jungen Chan mit Fakten vertraut macht, die Fowler schwer belasten, mehren sich die Zweifel bei dem Juristen. Zeitgleich verlieben sich Jade und Ken ineinander.
Wenig später übergibt Chan seiner heimlichen Geliebten einen Datenträger mit brisanten Informationen über Fowler. Derweil durchschaut der Waffenhändler die Absichten seines jungen Juristen. Handgreiflichkeiten folgen. Der illoyale Chan wird dabei tödlich verletzt. Leung, nunmehr ihres Liebsten beraubt, sabotiert fortan mit aller Entschlossenheit Fowlers weitere Waffengeschäfte. Unterstützung erhält sie dabei von Cheng, die sich als zuverlässig und wehrhaft erweist. Am Ende des Films überwältigt die charismatische Leung Fowler in dessen Hubschrauber. Dieser stürzt während eines Fluges in die Tiefe.

## Kritiken
Das Lexikon des internationalen Films schrieb der Actionfilm mit zwei „leichtgeschürzten Hauptdarstellerinnen“ übertrage den „Mythos kampferprobter Amazonen in die heutige Zeit.“